# هگرستین

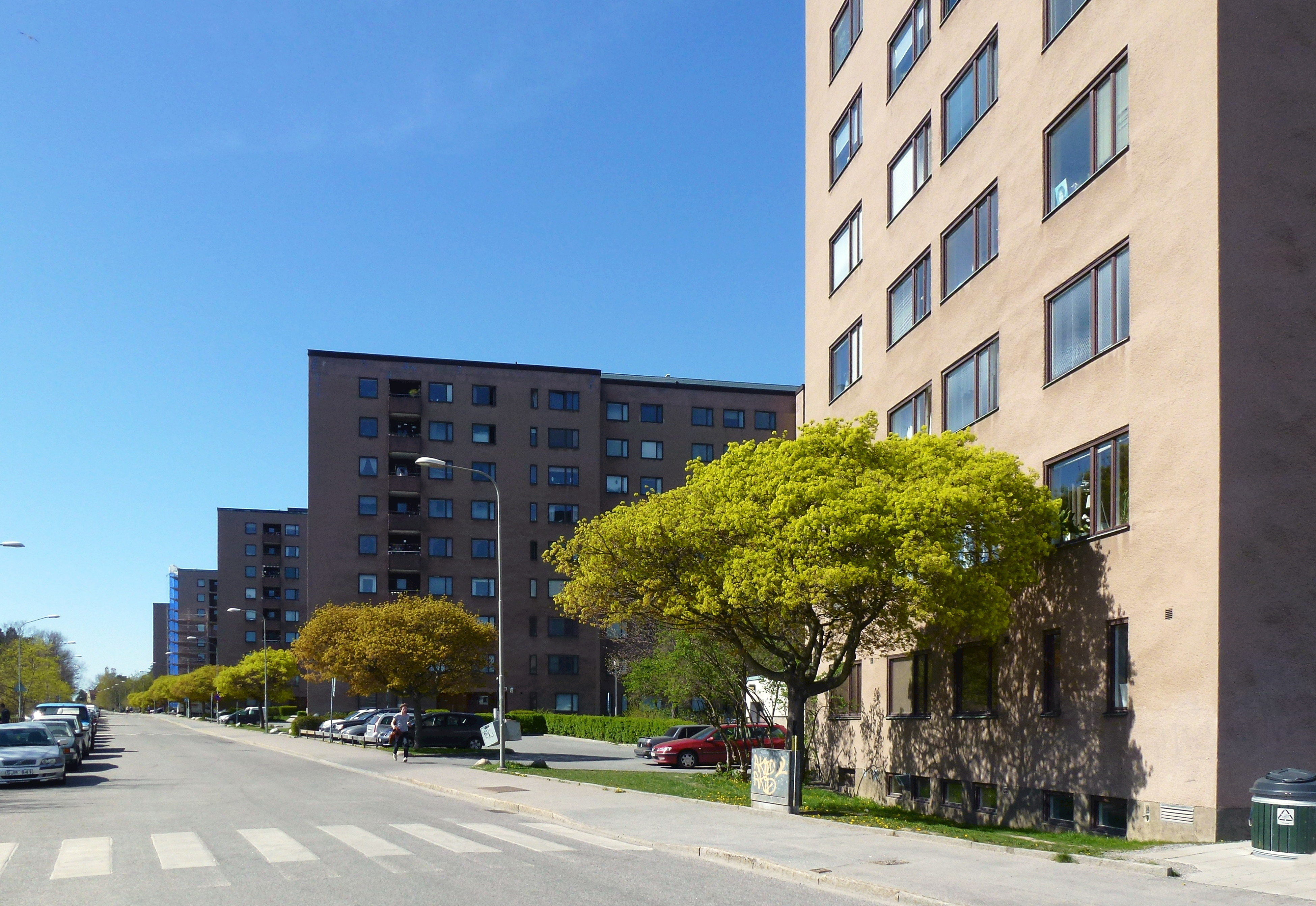
نمایی از هگرستین، یک بخش شهری در استکهلم - ۲۰۱۴

هگرستین (سوئدی: Hägersten) یک بخش شهری در استکهلم است که از ادغام دو منطقهٔ هگرستین و لیلیه‌هولمن در ۱ ژانویهٔ ۲۰۰۷ میلادی ایجاد شد.